# Cardiofitness
Cardiofitness è un film del 2007 diretto da Fabio Tagliavia.
Il soggetto è tratto dall'omonimo romanzo della torinese Alessandra Montrucchio.
Per Tagliavia si tratta dell'esordio nella regia di un lungometraggio.

## Trama
Roma. Stefania è un'attraente giovane scrittrice che lavora in un call center e per tenersi in forma va in palestra insieme alle sue amiche Ilaria e Cecilia. Stefano è uno studente di 15 anni, timido, silenzioso e maturo che gioca a baseball. Tra i suoi compagni di squadra c'è anche il cugino Guido.
Un giorno, durante una partita, Stefano si rompe il ginocchio ed è costretto a sottoporsi ad una terapia riabilitativa. I due si incontrano in palestra e, nonostante la differenza di età si innamorano follemente, disposti a rischiare tutto pur di dimostrare la forza e la veridicità del loro amore.

## Distribuzione
È uscito nelle sale italiane il 1º giugno del 2007.

## Curiosità
- Il giovane attore Federico Costantini ha creato un blog personale sul film dove giorno per giorno ha raccontato le sue impressioni e il backstage del film[1].